# امیلی ویت
امیلی ویت (انگلیسی: Emily Witt; ۱۹۸۱ (۴۳–۴۴ سال)  – ) روزنامه‌نگار، و نویسنده اهل ایالات متحده آمریکا بود.
وی همچنین برندهٔ جوایزی همچون برنامه فولبرایت شده‌است.